# Dysaethria walkeri
Dysaethria walkeri är en fjärilsart som beskrevs av Holloway 1998. Dysaethria walkeri ingår i släktet Dysaethria och familjen Uraniidae. Inga underarter finns listade i Catalogue of Life.